# Nakaz pracy
Nakaz pracy – przymus pracy wprowadzany przez władzę w różnych krajach. Miał on na celu m.in. zwiększenie rozwoju gospodarczego kraju i likwidowanie bezrobocia. Nakaz pracy miał też bezpośredni związek z likwidacją klas społecznych. 

## Nakaz pracy w Polsce
Nakaz pracy w Polsce wprowadzała ustawa z 7 marca 1950 roku „o zapobieżeniu płynności kadr pracowników w zawodach lub specjalnościach szczególnie ważnych dla gospodarki uspołecznionej”. Administracyjne skierowanie do pracy otrzymywali absolwenci szkół średnich i wyższych. Osoby już pracujące mogły mieć ograniczenia możliwości zmiany pracy. Nakaz pracy w zawodach cywilnych wynikający z powyższej ustawy zniesiono w latach 60. XX w. (oprócz służby zdrowia, gdzie obowiązywał nadal). Celem nakazów pracy wśród nauczycieli było też ograniczenie posługiwania się gwarami ludowymi. Natomiast np. wśród milicjantów miał zapobiegać korupcji.
Nakaz pracy wydawano na 3 lata, po których pracownik uzyskiwał swobodę zmiany pracy. Miejsce, dokąd był kierowany pracownik na podstawie nakazu, miało zależeć przede wszystkim od dotychczasowych wyników w nauce — teoretycznie osoby osiągające lepsze wyniki miały być kierowane do miejsc atrakcyjniejszych (położonych bliżej dotychczasowego miejsca zamieszkania, z lepszą komunikacją i z lepszymi warunkami socjalnymi na miejscu).